# M29 Weasel

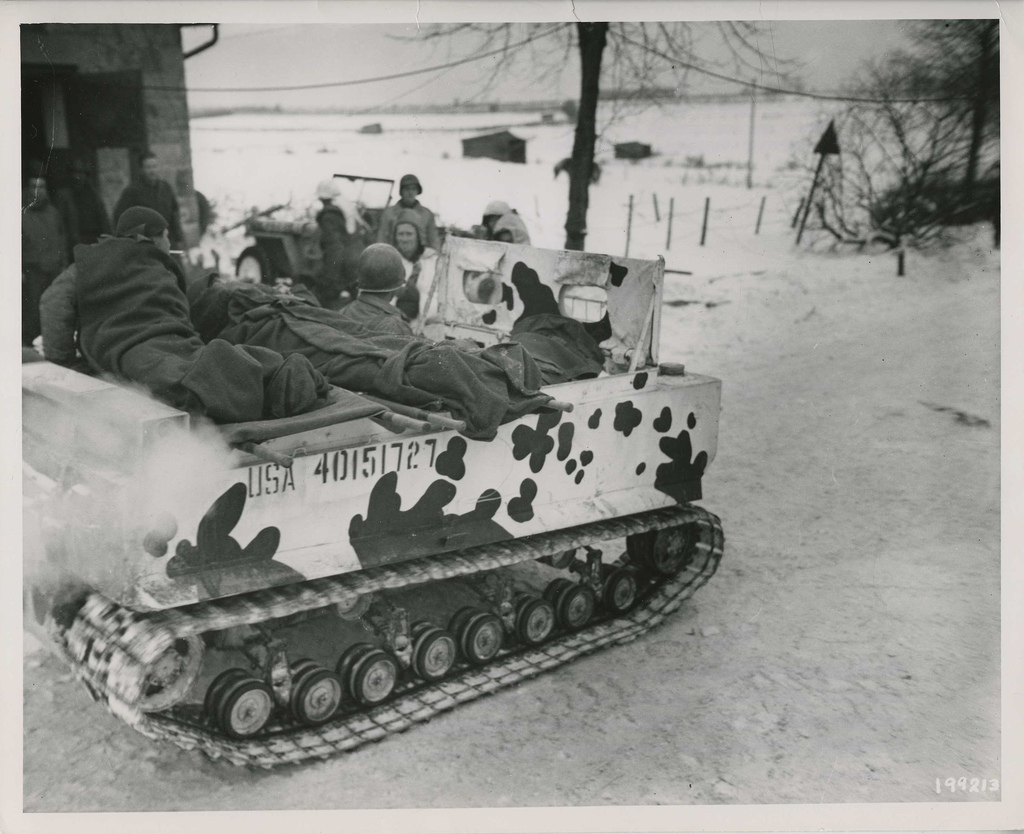
Två sårade amerikanska soldater fraktas i en "doodlebug" till en sjukvårdsstation nära Weywertz i Belgien, januari 1945

M29 Weasel i Sverige även känd som Bandvagn m/48 (Bv m/48) är ett bandgående terrängfordon med mycket god framkomlighet i svår terräng, då specifikt snölandskap.

## Historik
Fordonet togs fram av amerikanska Studebaker under andra världskriget. Efter kriget köpte Sverige överskottsmaterial från de allierade styrkorna i Europa, där bland annat M29 Weasel var ett av de fordon som inköptes. I Sverige kom fordonet benämnas som Bv m/48, fastän det blev tilldelat typnummer 201 i försvarets M-nummersystem. Fordonet användes inom samtliga försvarsgrenar och de sista vagnarna togs ur tjänst maj 1970 vid Kiruna försvarsområde (Fo 66). Fordonet ersattes i Sverige med Bandvagn 202/203.